# Convención de las Naciones Unidas sobre los Contratos de Compraventa Internacional de Mercaderías
La Convención de las Naciones Unidas sobre los Contratos de Compraventa Internacional de Mercaderías (CNUCCIM, CISG, por sus siglas en inglés o Convención de Viena) es un tratado constituido en Derecho internacional uniforme para operaciones de compraventa. Ha sido ratificado por 89 países, conformando una proporción significativa del comercio mundial, lo que la convierte en una de las normas de Derecho internacional de mayor éxito. El último país en ratificar la Convención ha sido el Estado de Palestina, que ha accedido a la misma el 29 de diciembre de 2017.
La CISG fue elaborada por la Comisión de Naciones Unidas para el Derecho Mercantil Internacional (UNCITRAL, en sus siglas en inglés), firmándose en Viena en 1980. A veces la CISG se cita como la Convención de Viena, pero no debe confundirse con otros tratados firmados en aquella convención (véase la página de desambiguación Convención de Viena). Entró en vigor como tratado multilateral el 1 de enero de 1988, después de ser ratificado por 11 países.
Gracias a la CISG los exportadores pueden evitar problemas en la elección de la legislación aplicable, al ofrecer "reglas aceptadas y sólidas en las que las partes, juzgados y árbitros pueden confiar". A menos que esté expresamente excluida en las condiciones de un contrato en particular, se considera que la CISG está incorporada al derecho nacional y suplanta cualquier legislación aplicable en la materia de compraventa de mercancías entre operadores de los diferentes estados adheridos a ella.
La CISG supone un caso de éxito para el UNCITRAL, al haber encontrado aceptación tanto por parte de países en todas las regiones y fases de desarrollo, como por organizaciones pertenecientes a todos los sistemas económicos, sociales y legislativos. Los países que han ratificado la CISG son denominados "Estados Contratantes" en el tratado. La CISG ejerce "la influencia más grande sobre el derecho mercantil internacional", de entre todas las convenciones de derecho uniforme. Ha sido descrita como un gran logro legislativo y el "documento con mayor éxito hasta el día de hoy" en el derecho internacional de compraventa, en parte debido a la flexibilidad que otorga a los Estados Contratantes para eximirse en la aplicación de artículos específicos. Esta flexibilidad fue decisiva para convencer a Estados con tradiciones legislativas muy diferentes de adherirse a un código homogéneo como este. 68 de los actuales 89 Estados Contratantes se han adherido a la Convención sin declarar excepciones.
La CISG es la base legislativa sobre la que se diseñan las pruebas del Tribunal ficticio de Arbitraje Internacional Mercantil Willem C. Vis, celebradas anualmente en Viena una semana antes de Pascua (y ahora también en Hong Kong). En este certamen participan equipos de facultades de derecho de todo el mundo, y está organizado por la Universidad Pace, reputada fuente de información sobre la CISG.

## Adopción

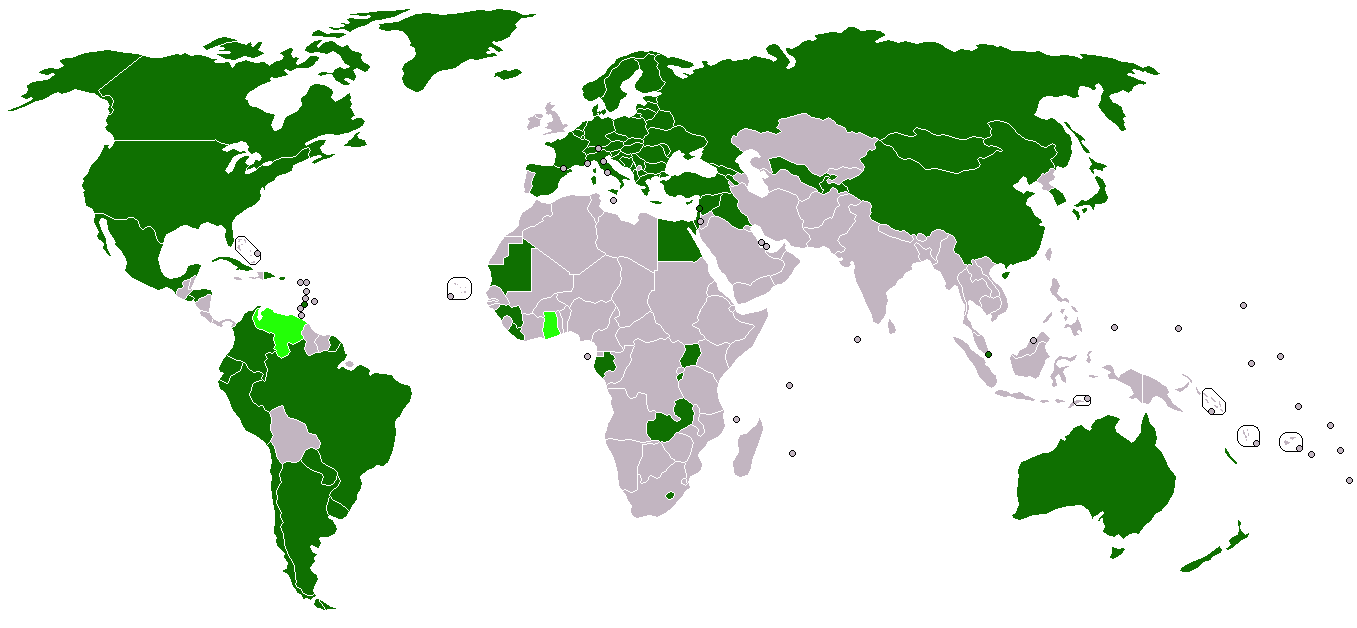
ratificado
firmado, pero no ratificado

A fecha 2018, estos 89 estados han accedido a la CISG, la han ratificado, aprobado o aceptado, o se han adherido a ella:
- Albania
- Estados Unidos
- Alemania
- Argentina
- Armenia
- Australia
- Austria
- Azerbaiyán
- Baréin
- Benín
- Bielorrusia
- Bosnia y Herzegovina
- Brasil
- Bulgaria
- Burundi
- Camerún
- Canadá
- Chile
- Chipre
- China
- Colombia
- Congo
- Costa Rica
- Croacia
- Cuba
- Dinamarca
- Ecuador
- Egipto
- El Salvador
- Eslovaquia
- Eslovenia
- España
- Estado de Palestina
- Estados Unidos de América
- Estonia
- Federación de Rusia
- Finlandia
- Fiyi
- Francia
- Gabón
- Georgia
- Grecia
- Guinea
- Guyana
- Honduras
- Hungría
- Irak
- Islandia
- Israel
- Italia
- Japón
- Kirguistán
- Lesoto
- Letonia
- Líbano
- Liberia
- Lituania
- Luxemburgo
- Madagascar
- Mauritania
- México
- Moldavia
- Mongolia
- Montenegro
- Noruega
- Nueva Zelanda
- Pakistán
- Paraguay
- Perú
- Polonia
- Reino de los Países Bajos
- República Árabe Siria
- República Checa
- República de Corea
- República de Macedonia del Norte
- República Dominicana
- Rumanía
- San Marino
- San Vicente y las Granadinas
- Serbia
- Singapur
- Suecia
- Suiza
- Turquía
- Ucrania
- Uganda
- Uruguay
- Uzbekistán
- Vietnam
- Zambia

Ghana y Venezuela han firmado la Convención, pero no la han ratificado.

## Reservas
La CISG permite que los Estados Contratantes presenten reservas (llamadas "declaraciones") a la aplicación de alguno de sus artículos. Esta opción la han ejercitado, aproximadamente, una cuarta parte de los Estados Contratantes.
Las declaraciones se pueden referir a:
- Desvincularse del artículo 1(1)(b) CISG, que permite la aplicación de la CISG en casos en los que las normas de derecho privado internacional señalen que la legislación de un Estado Contratante es la aplicable en el contrato de compraventa de mercancías (artículo 95);
- Obligar a la celebración del contrato de compraventa por escrito (tal y como se explica en el artículo 96, para dejar sin aplicación los artículos 11 y 12);
- Excluir la aplicación de la Parte II ("Formación del contrato") o de la Parte III ("Compraventa de mercaderías") de la CISG (estipulado en el artículo 92);
- No aplicar la CISG a los contratos cerrados entre partes cuyos establecimientos comerciales estén situados en Estados Contratantes que tengan normas jurídicas idénticas o similares en las materias regidas por la Convención (artículo 94).

Algunas declaraciones han sido revisadas o retiradas por algunos Estados. Los Países nórdicos (miembros del Consejo nórdico, excepto Islandia) excluyeron la aplicación de la Parte II bajo el artículo 92, pero recientemente han retirado esa declaración y se han adherido a dicha Parte II, excepto para el caso de comercio interior, en el que la CISG no es de aplicación debido a una declaración presentada bajo el artículo 94.Asimismo, China, Letonia, Lituania y Hungría retiraron su declaración sobre el contrato escrito, y la República Checa retiró su declaración excluyendo la aplicación de artículo 1(1)(b).
Algunos países han expandido, más que restringir, la aplicación de la CISG, eliminando alguna de las condiciones adicionales para su aplicación. Por ejemplo, la ley israelí estipula que la CISG se aplicará de igual forma a una parte cuyo establecimiento comercial pertenezca a un Estado no Contratante.

## Principales ausencias
Hong Kong, India, Nigeria, Sudáfrica, Taiwán, y el Reino Unido son los principales países con relevancia en el comercio internacional que aún no han ratificado la CISG.
La ausencia del Reino Unido, una jurisdicción de referencia en la elección de legislación aplicable en los contratos comerciales internacionales, ha sido atribuida a diferentes razones: por un lado, a que su gobierno no lo considera una prioridad legislativa; por otro lado, a una falta de interés empresarial; también se ha atribuido a la oposición de un número de grandes e influyentes organizaciones, a la falta de recursos públicos, o al peligro de que Londres pierda su papel relevante en el arbitraje y la litigación internacionales.

## Estados en vías de adopción de la CISG
Ruanda y Guatemala han concluido el procedimiento doméstico de consideración de la CISG, y han aprobado leyes autorizando su adopción; la CISG entrará en vigor una vez el instrumento de adhesión sea depositado en el Secretariado General de las Naciones Unidas. Otros países, como Kazajistán, han hecho progresos a día de hoy en el proceso de adopción.

## Lenguaje, estructura, y contenido
La CISG está redactada utilizando un "lenguaje llano para referirse a cosas y acontecimientos para los que hay palabras con significado corriente". Se trata de una elección consciente, con intención de trascender los sistemas legislativos nacionales a través de una lingua franca legal y común, evitando así las "palabras asociadas con matices domésticos concretos". Esto facilita, además, la traducción a las seis lenguas oficiales de la ONU. En las convenciones de la ONU las seis lenguas tienen la misma validez.
La CISG está dividida en cuatro partes:

### Parte I: Ámbito de Aplicación y Provisiones Generales (Artículos 1 a 13)
La CISG aplica a los contratos de compraventa de mercancías entre partes cuyos establecimientos comerciales se sitúen en diferentes Estados, siempre y cuando los dos Estados sean Estados Contratantes de la Convención (Artículo 1(1)(a)). El alto número de Estados Contratantes es lo que conduce a la aplicabilidad de la CISG.
La CISG también aplica en caso de que, estando las partes situadas en Estados diferentes, no necesariamente Contratantes, hubiera conflicto de leyes y este condujera a la aplicación de la ley de un Estado Contratante. Por ejemplo, un contrato entre un comerciante japonés y un comerciante brasileño puede contener una cláusula que especifique el sometimiento al arbitraje en la jurisdicción de Sídney bajo la ley de Nueva Gales del Sur, con la consecuencia de que se aplicaría la CISG. Algunos Estados han declarado no someterse a esta condición de la Convención.
Se pretende que la CISG aplique solamente a productos y bienes comerciales. Con algunas excepciones, la CISG no aplica a bienes personales o familiares, artículos domésticos, subastas, barcos, aeronaves, intangibles o servicios. La consideración del software es controvertida, dependiendo de diferentes condiciones.
Las partes del contrato pueden excluir o modificar la aplicación de la CISG.
En la interpretación de la CISG se toma en cuenta el 'carácter internacional' de la Convención, la necesidad de una aplicación uniforme, y el principio de buena fe en el comercio internacional. Las disputas sobre la interpretación de la CISG se deben resolver aplicando sus 'principios generales' o, cuando no hay tales principios pero los asuntos sí fueren gobernados por la CISG (vacío praeter legem), aplicando el derecho internacional privado.
Un punto controvertido es la necesidad de formalizar un contrato por escrito para que este se considere vinculante. El texto de la CISG permite que la compraventa se formalice de manera oral o sin rúbrica. Sin embargo, en algunos países, estos contratos no tendrían validez. Estos Estados, cuya legislación exige la formalización por escrito del contrato, ejercitaron la opción de excluir aquellos artículos relativos a contratos orales, posibilitándose de esta manera su adhesión a la Convención.
La CISG, por su propia definición, no es un articulado completo para la contratación. Los asuntos no cubiertos deben ser superados por el derecho nacional bajo la adecuada consideración de las normas de resolución de conflicto aplicables en la jurisdicción correspondiente.

### Parte II: Formación del Contrato (Artículos 14 a 24)
Una oferta de contratación debe estar dirigida a una persona, ser suficientemente precisa (esto es, describir la mercancía, su cantidad y su precio) e indicar la intención del oferente de quedar obligado en caso de aceptación. La CISG no reconoce explícitamente el caso de contratación unilateral existente en el derecho anglosajón, y en su lugar estipula que, a menos que el oferente lo indique claramente, cualquier propuesta no dirigida específicamente a una persona se interpreta simplemente como una invitación a hacer una oferta. Más aún, si no se manifestara el precio en el contrato, o el procedimiento para su cálculo, se da por supuesto que las partes han acordado un precio basado en el "precio generalmente cobrado, en el momento de la celebración del contrato, por tales mercancías, intercambiadas en circunstancias semejantes del tráfico mercantil de que se trate".
Generalmente una oferta puede ser retirada si la comunicación de retiro llega al receptor antes o al mismo tiempo que la oferta, y puede ser revocada si la revocación llega al destinatario antes de que este haya enviado su aceptación a la oferta. No obstante, algunas ofertas no pueden ser revocadas. Es el caso de que el destinatario pudiera considerar, razonablemente, que la oferta era irrevocable. El silencio o la inactividad no suponen una aceptación, puesto que la CISG exige un acto positivo para indicarla.
La CISG trata de dar solución a una circunstancia que se da con cierta frecuencia, en la que el destinatario acepta la oferta, pero en la respuesta de aceptación intenta modificar las condiciones de esta. La CISG estipula que cualquier cambio a las condiciones originales es un rechazo de la oferta (una contra-oferta), a no ser que las modificaciones no alteren sustancialmente las condiciones. Las modificaciones sustanciales de la oferta serían cambios en precio, pago, calidad, cantidad, entrega, responsabilidad de las partes y arbitraje.

### Parte III: Compraventa de mercaderías (Artículos 25 a 88)
En los artículos 25 a 88 la CISG aborda las obligaciones del vendedor, las obligaciones del comprador, la transferencia del riesgo entre las partes, y las obligaciones comunes al comprador y al vendedor.
La CISG define el patente deber del vendedor de entrega de la mercancía y todos los documentos relacionados, y de transferir la propiedad de los bienes, tal y como exige el contrato. De forma similar, el deber del comprador es tomar todos los pasos 'que razonablemente quepa esperar de él' para recibir la mercancía, y pagar por ella.
Generalmente las mercancías deben tener la calidad, cantidad y descripción exigida por el contrato, estar convenientemente envasadas y preparadas para su uso. El vendedor está obligado a entregar mercancías libres de reclamaciones por infracción de derechos de propiedad industrial o intelectual en el país donde se produzca la venta. El comprador está obligado a examinar la mercancía a la mayor brevedad y, sujeto a algunas restricciones, avisar al vendedor de cualquier falta de conformidad con tiempo razonable y no más tarde de dos años desde el momento de recepción.
La CISG describe la transferencia de riesgo del vendedor al comprador, pero, en la práctica, la mayoría de los contratos definen las obligaciones de entrega del vendedor con el suficiente detalle mediante la adopción de una condición estándar, como FOB o CIF.
Las compensaciones al comprador y al vendedor dependen del tipo de incumplimiento. Si este es fundamental, entonces la otra parte se ve privada de la mercancía que esperaba recibir por contrato. Si una revisión objetiva determinara que el incumplimiento era imposible de prever, el contrato podría resolverse y la parte agravada pedir indemnización por daños y perjuicios. Si hubiera un cumplimiento parcial del contrato, la parte que haya cumplido podría recuperar los pagos o mercancías entregados. Esta cláusula diverge del derecho anglosajón, en el que no se reconoce el derecho a recuperar una mercancía ya entregada, a menos que su titularidad se haya retenido, o la reclamación por daños y perjuicios fuera inadecuada, y en todo caso siempre restringido al valor de la mercancía.
Si el incumplimiento no es fundamental, el contrato no puede resolverse y deben buscarse compensaciones, incluyendo indemnizaciones, acciones específicas o ajustes de precio. Las indemnizaciones pueden otorgarse de acuerdo al derecho anglosajón aplicado en el caso Hadley vs Baxendale, pero se ha argumentado que la prueba de predictibilidad a aplicar en ese caso es sustancialmente más amplia y, consiguientemente, más generosa hacia la parte agraviada.
La CISG excusa a la parte de su responsabilidad en una indemnización por daños si su incumplimiento es atribuible a un impedimento ajeno a su voluntad, o a  su subcontratista, y no cabría esperar, razonablemente, que pudiera preverlo en el momento de la celebración del contrato. Tal acontecimiento ajeno podría denominarse en otro lugar como fuerza mayor, y desencadenar la frustración del contrato, de acuerdo al derecho anglosajón.
También estipula que si el vendedor tuviera que reembolsar el precio pagado por el comprador, debería añadir el interés devengado desde el momento que recibió el pago. Se ha argumentado que los tipos a utilizar son los del país del vendedor, "ya que la obligación de pago del interés forma parte de la obligación del vendedor de restitución del precio, y no de su derecho a indemnización", aunque esto ha sido objeto de debate. En correspondencia a las obligaciones del vendedor, si un comprador tiene que devolver la mercancía, debe también devolver los beneficios obtenidos a partir de ella.

### Parte IV: Provisiones Finales (Artículos 89 a 101)
Los artículos 89 a 101 (provisiones finales) incluyen la forma y el momento de entrada en vigor de la Convención, las excepciones y declaraciones permitidas, y establecen la aplicación de la Convención a compraventas internacionales en las que ambos países tengan una legislación igual o parecida al respecto.
Los artículos de la Parte IV, junto con el preámbulo, en ocasiones se consideran dirigidos "fundamentalmente a los Estados", en vez de a las personas que intentan utilizar la Convención para poner en marcha operaciones de comercio internacional. En cualquier caso, estos artículos pueden tener un impacto significativo sobre la aplicabilidad práctica de la CISG's, lo que exige un examen cuidadoso para cada caso en particular.

## Valoraciones sobre la Convención
Se ha señalado que la CISG tiene un carácter práctico, flexible y relacional. Apenas restringe la forma de crear o modificar los contratos. En caso de incumplimiento ofrece una amplia variedad de medidas antes de que la parte agraviada recurra a resolver el contrato (por ejemplo, la reducción prorrateada del precio unilateral (Art. 50), el diferimiento (art. 71), la disponibilidad plena de resarcimiento por parte quien incurra en el incumplimiento (sujeto a algunas reservas, Art. 48), o la elección entre indemnización según daños esperados o de acuerdo a la práctica habitual del mercado). Además, la CISG no opera bajo la regla de "oferta perfecta" y los criterios por los que determina la conformidad en la entrega son funcionales, en lugar de formales (Art. 35). Sus reglas de interpretación dependen en mayor medida de actos manifiestos o de acuerdo a lo acostumbrado, más que de la intención de la parte (Art. 8). La CISG incluye la llamada regla Nachlass, pero su alcance es relativamente limitado. Por otro lado, la aplicación de la regla "de buena fe" que utiliza con carácter general, puede considerarse también limitada y, en cualquier caso, oscura (Artículo 7). Además, emplea la necesidad de "tiempo razonable" para la entrega de todas las comunicaciones.
Aun siendo aceptada por un gran número de países, la Convención ha sido objeto de algunas críticas. Por ejemplo, se ha acusado a los países redactores de ser incapaces de convenir un código con "principios universales, claros y concisos, para la legislación de la compraventa", ya que la invitación de su propio artículo 7 a interpretar la Convención teniendo en cuenta su "carácter internacional" permite a los jueces formar "significados distintos". Particularmente, la CSIG ha sido descrita como "una variedad de estándares imprecisos y compromisos que parecen inconsistentes con el interés comercial".
Un punto de vista opuesto indica que la CISG está "escrita en un lenguaje sencillo de negocios", que da la oportunidad a los magistrados para adaptarla a situaciones diversas. Otras valoraciones son que "el estilo de redacción es lúcido y la elección de palabras simple, despejado de complicadas cláusulas subordinadas", y que el "sentido general" puede ser comprendido a la primera lectura, sin necesidad de tener experiencia en la materia.
La aplicación uniforme de la CISG es problemática, debido a la reticencia de los tribunales en emplear "soluciones adoptadas para un mismo asunto por tribunales de otros países". Ello puede dar lugar a sentencias inconsistentes. Por ejemplo, en un caso sobre la exportación a Alemania por parte de una compañía suiza de mejillones de Nueva Zelanda con un nivel de cadmio que excedía los estándares alemanes, el Tribunal Supremo alemán sostuvo que no es el deber del vendedor asegurarse de que la mercancía cumple con la regulación en materia de salud pública alemana, lo que contrasta con una sentencia posterior, en la que un exportador de queso italiano no cumplió con la regulación francesa de envasado, y el tribunal francés determinó que era deber del vendedor el asegurar la conformidad con la normativa francesa.
Se ha dicho que ambos casos son un ejemplo de jurisprudencia contradictoria. Por otro lado, hay quien argumenta que dicha contradicción no existe, al diferenciarse el caso alemán en varios puntos del francés. En cualquier caso, el tribunal francés eligió no tener en cuenta la sentencia alemana (el precedente, ya sea extranjero o nacional, no es vinculante en el derecho civil).
La tendencia natural de los magistrados es a realizar la interpretación de la CISG con los métodos que les son familiares en su país, en lugar de intentar aplicar los principios generales de la Convención o el derecho internacional privado. Un prestigioso académico ha comentado que "sería raro, o inexistente, un caso en el que no existiera algún principio general al que el tribunal pudiera recurrir". Un estudio del Consejo Asesor de la CISG (en inglés, CISG Advisory Council) determinó que, en el contexto de la interpretación de los Artículos 38 y 39, existe una tendencia por parte de los tribunales para interpretar los artículos a la luz de la propia legislación nacional, y algunos países "se han esforzado para dar aplicación [a los artículos] de manera apropiada". Una de las variadas críticas vertidas sobre las sentencias de tribunales canadienses por el uso de la legislación local para interpretar la CSIG, consistía en que esta se había diseñado para "sustituir legislación doméstica existente y  jurisprudencia" y, por tanto, los intentos de cubrir los vacíos legales no deberían partir de referencias a la legislación de compraventa local.
Los críticos de las versiones multilingües de la CISG afirman que es inevitable que las distintas versiones no sean totalmente consistentes debido a errores de traducción y a la imposibilidad de traducir los matices sutiles del lenguaje. Este argumento, aun teniendo cierta validez, no sería exclusivo de la CISG, sino aplicable a cualquier otra norma existente en diferentes lenguas. La reducción al absurdo de esto sería que todas las normas internacionales deberían existir solamente en un único idioma, lo que no es ni práctico ni deseable.
Otros comentarios críticos hechos a la Convención se refieren a que es incompleta y a que falta tanto un mecanismo de actualización de cláusulas, como un comité internacional para la solución de sus problemas de interpretación. Por ejemplo, la CISG no regula la validez de los contratos, ni tiene en cuenta los contratos electrónicos. No obstante, el uso de comunicaciones electrónicas para la contratación de compraventa internacional de mercancías ha sido tratado ampliamente en la Convención de Naciones Unidas sobre el Uso de Comunicaciones Electrónicas en Contratos Internacionales. Además, no debe olvidarse que la CISG se complementa con la Convención sobre la prescripción en la Venta Internacional de mercaderías, al respecto de la prescripción de las acciones por el paso del tiempo.
Pese a estas críticas, existen opiniones a favor argumentando que "no se puede achacar a la propia CISG que la costosa ignorancia imperante en sus comienzos, cuando un gran número de profesionales del derecho la desconocían por completo, haya sido reemplazada por un entusiasmo desmedidamente simplificador".

## Futuro de la CISG
En incremento en la aceptación de la CISG provendrá de tres factores, principalmente.  En primer lugar, a medida que se incorporan nuevos abogados a la profesión que ya están formados en ella, es probable que los países contratantes mejoren su aceptación de la norma, interpreten apropiadamente sus artículos, y muestren una mayor disposición a aceptar precedentes de otros países Contratantes.
En segundo lugar, de manera natural los empresarios tenderán a aumentar la presión sobre los profesionales del derecho y los gobiernos, con el objetivo de reducir los costes de resolución de los conflictos derivados de la compraventa internacional de mercancías, y reducir también el riesgo a verse forzados a usar un sistema legal que podría serles completamente ajeno. Estos dos objetivos son alcanzables a través del uso de la propia norma.
Finalmente, el establecimiento de un mecanismo por parte de UNCITRAL para continuar desarrollando la Convención y resolver interpretaciones conflictivas haría más atractiva la CISG, tanto a empresarios como a potenciales Estados Contratantes.

## Diferencias entre legislaciones nacionales
Dependiendo del país, la CISG puede significar un abandono relativamente importante de la legislación local sobre la compraventa de mercancías. La CISG puede proporcionar importantes beneficios a empresas de un estado contratante cuando exporten mercancías a otros países que la hayan ratificado.

### Diferencias con la legislación de EE.UU. (el UCC)

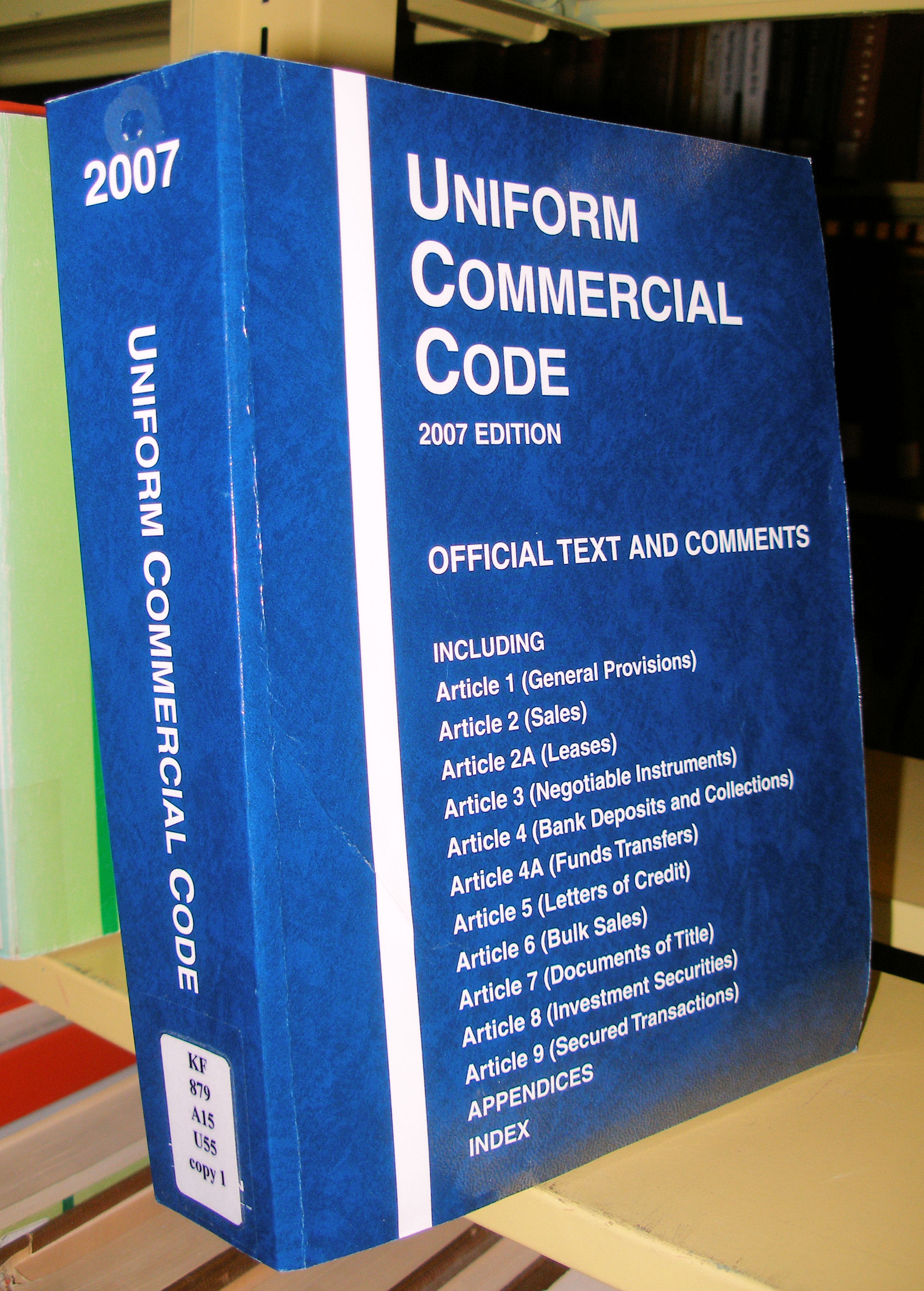
Ejemplar del Código Comercial Uniforme de los EE. UU.

Los 50 estados de EE. UU. han adoptado, en diferente grado, el Código Comercial Uniforme ("UCC" en sus siglas en inglés). Los Artículos 1 (Provisiones Generales) y 2 (Operaciones de compraventa) del UCC son similares a los de la CISG. Aun así, existen algunas diferencias, como las expuestas a continuación, que tienden a reflejar aspectos más generales del sistema legal de EE. UU.:
- Plazos de Aceptación: Para la CISG, la aceptación nace en el momento en que esta es recibida por parte del proveedor, y esta es una definición similar a la de otras muchas jurisdicciones de derecho civil, que contemplan que el servicio se hace efectivo con el acuse de recibo. En cambio, el derecho de los EE. UU. a menudo aplica la llamada "regla del buzón", que define que la aceptación, como el servicio, puede nacer cuando el receptor la transmita al proveedor.
- "La Batalla de las Formas": Según la CISG, una respuesta a una oferta que pretenda ser una aceptación, pero que contenga adiciones, limitaciones u otras limitaciones, se considera generalmente un rechazo y una contraoferta. El UCC, por el contrario, intenta evitar la "batalla de las formas" que puede resultar de esta norma, y permite que una expresión de aceptación sea operativa, a menos que dicha aceptación indique estar condicionada por el consentimiento del proveedor a los distintos términos contenidos en ella.
- Requisitos de formalización: La CISG no exige que un contrato se formalice por escrito, a menos que así se especifique expresamente por parte del estado que la ratifica. El estatuto de fraudes incluido en la UCC, que fue heredado del derecho anglosajón, especifica que los contratos de compraventa de mercancías por importe igual o superior a 500 $ generalmente no se consideran ejecutables, a menos que estén formalizados por escrito.

Dado que los EE. UU. han ratificado la CISG, esta tiene fuerza de ley federal en los EE. UU., por lo que desbanca al UCC, que es una ley estatal, de acuerdo a la Cláusula de Preeminencia. Entre las reservas de EE. UU. a la CISG está la cláusula 95 de que la CISG solo aplicará a los contratos con partes localizados en otro país contratante. Por tanto, aplicaría la CISG en los contratos internacionales para la venta de mercancías entre una sociedad de EE. UU. y otra sociedad de un Estado Contratante, a no ser que el clausulado del contrato sobre la jurisdicción aplicable excluya específicamente la CISG. Inversamente, para los contratos internacionales de compraventa de mercancías entre una sociedad de EE. UU. y otra de un país no contratante que se sometan al arbitraje de un tribunal de EE. UU., no aplicará la CISG, y en su lugar será de aplicación la legislación nacional de acuerdo a las normas del derecho internacional privado.